# Aleksandr Aleksandrovič Mosolov
Aleksandr Aleksandrovič Mosolov in russo Александр Александрович Мосолов? (Ryazan, 19 febbraio 1854 – Sofia, 1º ottobre 1939) è stato un generale e diplomatico russo.

## Biografia
Nato a Ryazan, venne battezzato il 5 marzo 1854 nella chiesa di San Nicola del suo paese natale. Il 16 giugno 1873 decise di entrare nell'esercito imperiale russo e superò l'esame da ufficiale nel 1875. Dal 14 febbraio 1875 fu cornetta del reggimento di cavalleria della guardia. Prese parte alla guerra russo-turca del 1877-1878, comandando il reggimento del principe Alessandro di Bulgaria. Si diplomò alla Scuola di Cavalleria per Ufficiali. Dal 1901, fu aiutante di campo.
Il 6 dicembre 1902 venne promosso maggiore generale con la nomina al seguito di Sua Maestà Imperiale.
Nel 1900-1916, divenne ministro della corte ed affiancò Nicola II nelle opere di censura giudiziaria in quelle opere nelle quali comparissero in qualche modo i membri della famiglia imperiale.
Nel dicembre del 1908 venne nominato tenente generale e alla fine del 1916 divenne ambasciatore russo in Romania.
Con lo scoppio della rivoluzione russa, con gli zaristi combatté i bolscevichi nel sud della Russia, ma venne costretto poi all'esilio in Francia, passando dal 1933 in Bulgaria. Fu uno degli organizzatori del congresso monarchico panrusso a Reichenhall (Baviera) nel maggio del 1921; membro della direzione dell'Unione dei Monarchici Uniti, nel 1931 guidò il gruppo ad Antibes.
Fu autore di memorie ripetutamente ristampate dal titolo "Alla corte dell'imperatore", pubblicate a puntate a partire dal 1934 su periodici di emigrati russi.
Sposò la sorella del generale D. F. Trepov, Elizaveta Fyodorovna Trepova (1858-1920), dalla quale ebbe Irina (2 aprile 1886–?), Natalya (7 ottobre 1887–?), Aleksandr (10/10/1889–1915), Maria (4 ottobre 1891–?), Dmitrij (17/12/1892 –?).